# Аэропорт Хуари Бумедьен
Аэропорт Хуари Бумедьен (араб. مطار هواري بومدين الدولي‎, фр. Aéroport d'Alger Houari Boumediene) (ИАТА: ALG, ИКАО: DAAG), известный также как Международный аэропорт Алжира, или Аэропорт Алжира, — международный аэропорт, расположенный в 16,9 км (11 миль) к юго-востоку от столицы Алжира — города Алжир. Аэропорт назван в честь бывшего президента страны Хуари Бумедьена.
Пригород Алжира, в котором располагается аэропорт, — Дар-эль-Бейда — ранее был известен под названием Белый дом (фр. Maison Blanche), поэтому в литературе, посвящённой Алжирской войне за независимость, аэропорт также именуется как Аэропорт Белого дома (фр. Aéroport d'Alger-Maison Blanche).

## История
Аэропорт был построен в 1924 году и получил название Аэропорт Белого дома. 8 ноября 1942 года он являлся одной из основных целей восточной оперативной группы начавшейся британско-американской операции «Торч» в ходе Североафриканской кампании во время Второй мировой войны.

## Терминалы
Международный терминал (терминал 1) способен обеспечить пассажиропоток до 6 миллионов человек в год. Он был открыт 5 июля 2006 года президентом Алжира Абдельазизом Бутефликой.
Внутренний терминал (терминал 2), реконструированный в 2007 году, обеспечивает пропускную способность до 2,5 миллионов пассажиров ежегодно.

## Авиакатастрофы и происшествия
- 23 июля 1968 года три члена Народного фронта освобождения Палестины захватили Боинг-707 с 48 пассажирами и членами экипажа на борту и угнали его в аэропорт Алжира. В результате все 48 заложников были освобождены.
- 20 января 1981 года после дипломатического кризиса из Тегерана в аэропорт Алжира были доставлены 52 заложника американского посольства в Иране.
- 26 августа 1992 года взрыв бомбы в аэропорту унёс жизни 9 человек, 128 получили ранения. В связи с терактом были арестованы несколько подозреваемых, в том числе член Исламского фонда спасения Хоссейн Абдеррахим. В 1993 году он был казнён. В 2002 году Абдельгани Айт Хаддад, заочно приговорённый к смертной казни, после 9 лет проживания во Франции получил убежище в Великобритании.
- 24 декабря 1994 года самолёт Airbus A300 авиакомпании Air France был захвачен 4 террористами из Вооружённой исламской группы и направлен в Париж. По пути в Париж самолёт был вынужден совершить дозаправку в Марселе, где его штурмовали бойцы GIGN. В результате штурма все 4 террориста были убиты, все 218 человек на борту остались живы, ранения получили 25 человек.
- 24 июля 2014 года самолёт McDonnell Douglas MD-83 авиакомпании Air Algérie при совершении перелёта из аэропорта Уагадугу в аэропорт Алжира через 50 км (31 миль) после взлёта потерпел крушение недалеко от малийского города Госси[англ.]. Из 112 пассажиров и 6 членов экипажа, представлявших 15 различных национальностей, выжить никому не удалось.
- ТКАЧЕНКО К. КИТАЙСКИЕ ИНФРАСТРУКТУРНЫЕ ПРОЕКТЫ В АФРИКЕ //Aziya i Afrika Segodnya. – 2018. – №. 2.